# Peter Schéle
Peter Bertil Schéle, född 31 maj 1945 i Göteborg, död 19 januari 2022, var en svensk journalist och informatör.

## Biografi
Peter Schéle var son till företagsledaren Bertil Schéle och Anita (född Waenerlund). Han växte upp i Tunadal, några kilometer nordöst om Sundsvall, där han var med och grundade gymnasieföreningen Unitas, men flyttade 1966 för att studera i Göteborg och Uppsala. I Uppsala var han redaktör för Uppsala studentkårs tidning Ergo 1971–1972. Symfoniorkestrarna och konserthusen i London lockade in honom i musikens värld och han arbetade under en längre tid  för Kungliga filharmonikerna. Han turnerade också med en cirkus.
Under sammanlagt 27 år var Peter Schéle verksam vid Göteborgs konserthus och Stockholms konserthus där han var programredaktör och marknadschef. Hans sista uppgifter innan han gick i pension var festprogrammet för kronprinsessan Victorias och prins Daniels bröllop i juni 2010 och som toastmaster vid banketten efter utdelningen av Polarpriset 2011. Peter Schéle medverkade även med artiklar i Stockholms konserthus tidskrifter Konsertnytt och Lyssna samt i Upptakt, utgiven av Göteborgs konserthus.
Torsdagen den 4 juli 2013 var han värd för Sommar i P1.